# James Paxton (attore)
James Paxton (Ojai, 23 febbraio 1994) è un attore statunitense noto per aver recitato nella serie televisiva statunitense Eyewitness nel ruolo di Lukas Waldenbeck.
Figlio del defunto attore Bill Paxton, ha interpretato una versione più giovane di John Garrett, personaggio rappresentato dal padre in Agents of S.H.I.E.L.D.

## Biografia
James Paxton, figlio di Bill Paxton e Louise Newbury, è nato e cresciuto a Ojai, California. Dopo aver studiato cinema a Londra, ha studiato al Vincent Chase Workshop di Hollywood. 
Durante il college, ha cambiato percorso di studi da giornalismo a recitazione prima di trasferirsi a Los Angeles per perseguire una carriera come attore. 

## Filmografia

### Attore

#### Cinema
- Missione 3D - Game Over (Spy Kids 3: Game Over), regia di Robert Rodriguez (2003)
- Il più bel gioco della mia vita (The Greatest Game Ever Played), regia di Bill Paxton (2005)
- The Playful Coach, regia di Lorne Raimi - cortometraggio (2013)
- Tempo limite (Term Life), regia di Peter Billingsley (2016)
- Penny Sucker, regia di Erin Elders - cortometraggio (2017)
- End of Justice - Nessuno è innocente (Roman J. Israel, Esq.), regia di Dan Gilroy (2017) non accreditato
- An American in Texas, regia di Anthony Pedone (2017)
- Boogeyman Pop, regia di Brad Michael Elmore (2018)
- Velvet Buzzsaw, regia di Dan Gilroy (2019)
- The Orchard Girl, regia di Nicholas Dunlevy ed Erin Elders - cortometraggio (2019)
- First Person: A Film About Love, regia di Ashley Cahill (2019)
- Alien: Alone, regia di Noah Miller - cortometraggio (2019)
- Low Tide, regia di Kevin McMullin (2019)
- Bit, regia di Brad Michael Elmore (2019)
- Americano, regia di Karla Vargas Gastélum - cortometraggio (2019)
- The Diamond Girls, regia di Kathleen Quinlan - cortometraggio (2019)
- The Fanatic, regia di Fred Durst (2019)
- Teenage Badass, regia di Grant McCord (2020)
- The Network: Trans Am, regia di Erin Elders - cortometraggio (2020)
- All-In, regia di Jesserey Tugas - cortometraggio (2021)
- Sealed with a Kiss, regia di Luka Wilson - cortometraggio (2021)
- Twisters, regia di Lee Isaac Chung (2024)

#### Televisione
- Texas Rising, regia di Roland Joffé – miniserie TV, 2 episodi (2015)
- Eyewitness – serie TV, 10 episodi (2016)
- Training Day – serie TV, 1 episodio (2017)
- The One Minute Joe Show – serie TV, 1 episodio (2019)
- Mr. Mom – serie TV, 1 episodio (2019)
- Agents of S.H.I.E.L.D. – serie TV, 3 episodi (2020)
- Tacoma FD – serie TV, 2 episodi (2020)

### Doppiatore
- Alien: Containment, regia di Chris Reading - cortometraggio (2019)

### Video Musicali
| Anno | Titolo                      | Ruolo      | Note                           |
| ---- | --------------------------- | ---------- | ------------------------------ |
| 2019 | Beggar's Son                | Ragazzo    | Canzone di Matt Maeson         |
| 2019 | I just don't care that much | Ragazzo    | Canzone di Matt Maeson         |
| 2020 | Wondering (How To Believe)  | Jock Crush | Canzone di R.A. The Rugged Man |

## Doppiatori italiani
Nelle versioni in italiano delle opere in cui ha recitato, James Paxton è stato doppiato da:
- Andrea Beltramo in Texas Rising
- Alberto Franco in The Fanatic
- Manuel Meli in Agents of S.H.I.E.L.D.

## Riconoscimenti
- 2018 – Hill Country Film Festival
  - Miglior Attore per An American in Texas

- 2018 – Deep in the Heart Film Festival
  - Nomination Miglior Attore  per An American in Texas